# Musée du tour automatique et d’histoire de Moutier

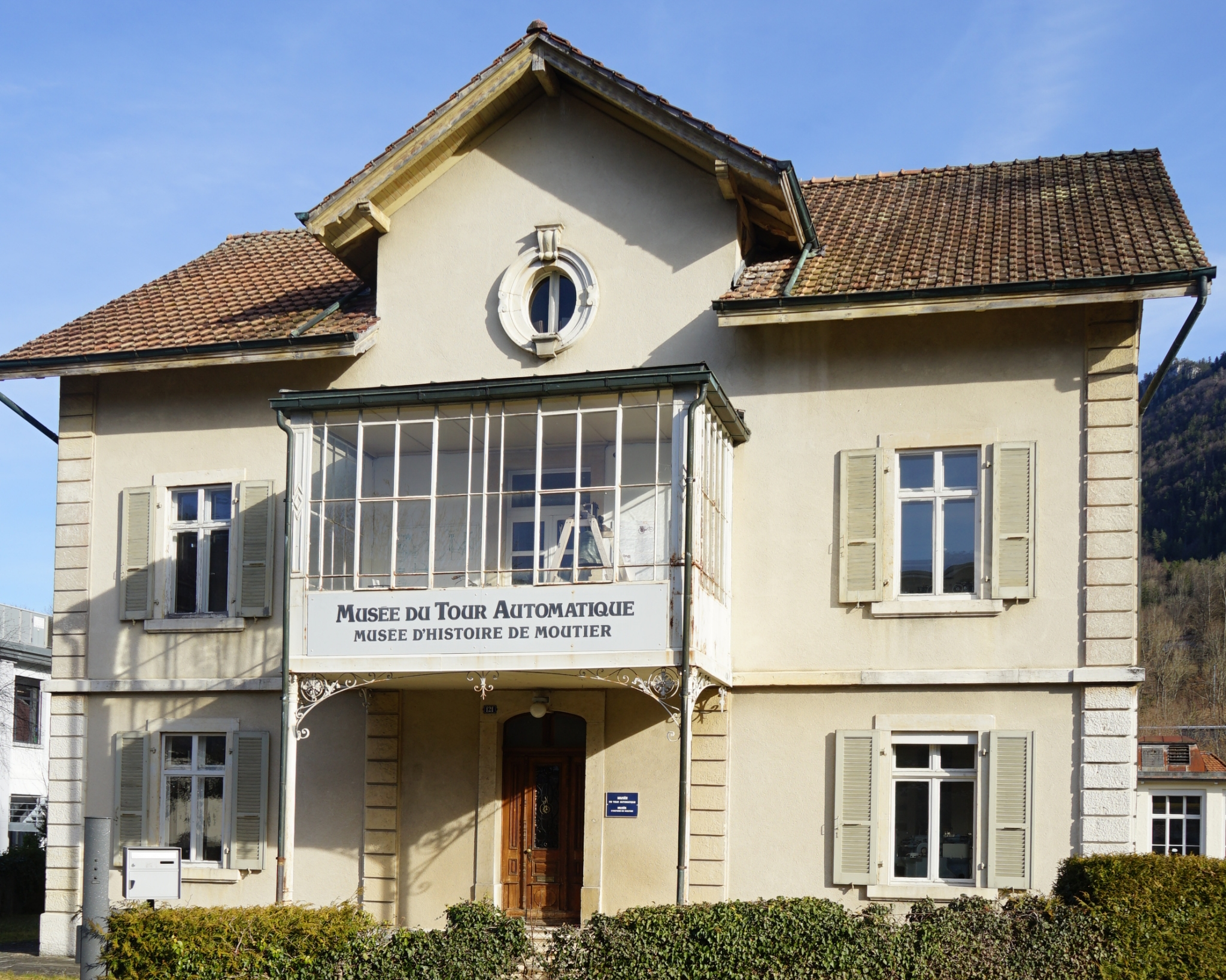
Villa Junker (Strassenseite)

Das Musée du tour automatique et d’histoire de Moutier (deutsch Museum des Drehautomaten und der Geschichte von Moutier) ist das Heimatmuseum der Stadt Moutier (Münster) im Schweizer Kanton Bern. Ein Schwerpunkt ist die Geschichte der Herstellung von automatischen Drehmaschinen. Es wurde 1992 in der 1895 erbauten Villa Junker eröffnet.

## Lage
Das Museum liegt im Südwesten der Stadt am Ende der Rue Industrielle (Nummer 121). Benachbart sind das ehemalige Fabrikgebäude der Firma Junker von 1860 und die 1911 erbaute alte Drehmaschinenfabrik der Tornos SA.

## Geschichte

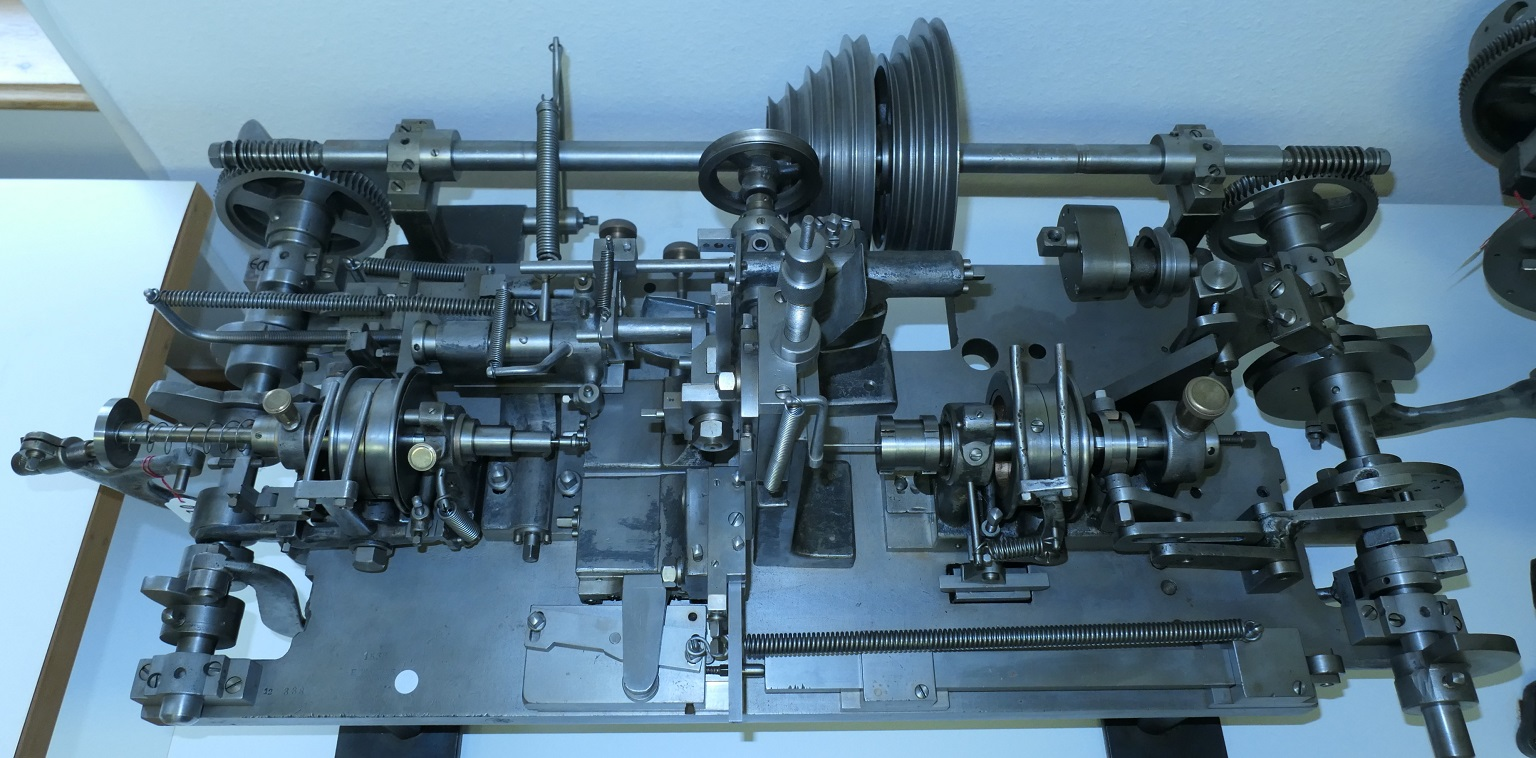
Drehautomat von Jakob Schweizer

Nicolas Junker hatte 1883 in Moutier die Firma Junker et Cie. mitgegründet. Diese stellte automatische Drehmaschinen mit beweglichem Spindelstock her. Nachdem Junkers Sohn 1905 Konkurs angemeldet hatte, entstand aus dem Unternehmen die Firma Tornos.

## Museum

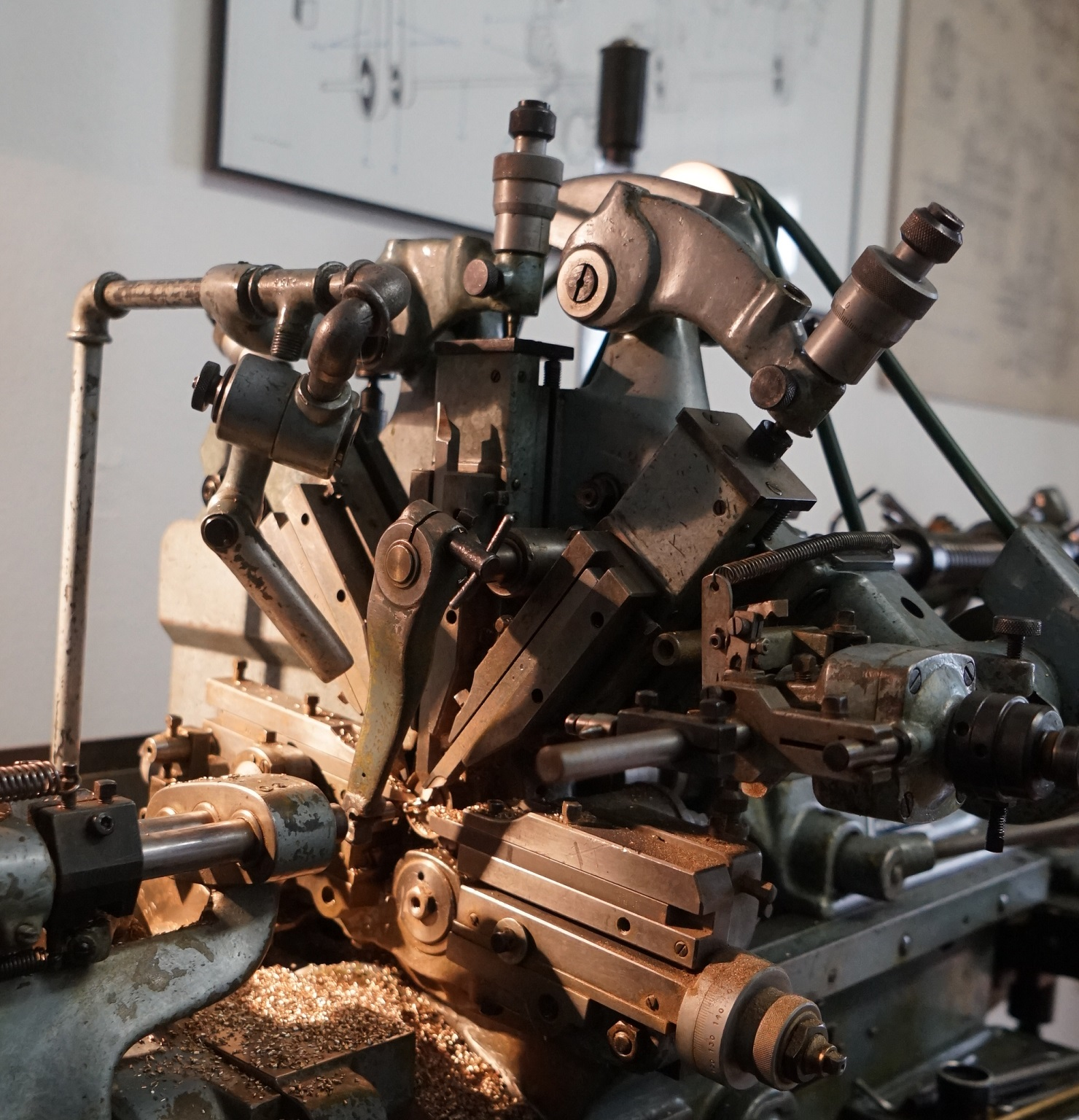
Bechler AS4, Details

Das Museum zeigt eine Dauerausstellung zu den Firmen, aus denen das heutige Unternehmen Tornos hervorgegangen ist. Diese Hersteller waren bedeutende Zulieferbetriebe für die Uhrenindustrie der Schweiz, über die Region Moutier hinaus. Wechselausstellungen zur Geschichte der Stadt hatten beispielsweise den Luftfahrtpionier Enrico Cobioni sowie den Maler und Konditor Florentin Garraux zum Thema.
Die Sammlung ist als «Kulturgut von regionaler Bedeutung» («Kategorie B») in das Schweizerische Inventar der Kulturgüter eingetragen. Das Museumsgebäude wurde 2000 rechtskräftig in das «Bauinventar» der Denkmalpflege des Kantons als «erhaltenswert» aufgenommen. Es ist nicht als Kulturgüter-Objekt von lokaler Bedeutung («Kategorie C») ausgewiesen.

## Gebäude
Die Villa ist ein zweigeschossiger Putzbau mit einem zusätzlichen Dachgeschoss. Das Gebäude trägt ein Satteldach mit zwei Quergiebeln. Die Fassaden sind symmetrisch angelegt und mit Kalkstein gegliedert. Die Fenster haben noch ihre alte Teilung und sind mit Läden versehen. Die Einfassungen im Dachgeschoss haben Rundbögen. Der Balkon über dem strassenseitigen Zugang ist als Wintergarten geschlossen. Er ruht auf filigranen Säulen aus Gusseisen. Die mit Schnitzwerk geschmückte Eingangstür stammt aus der Erbauungszeit. Der Balkon an der Gartenseite ist nach Südosten geöffnet. Seine Abstützung ist jüngeren Datums. Der Garten hat noch alten Baumbestand.

## Belege
1. ↑  KGS-Nummer: 10653.
2. 1 2  Rue Industrielle 121, abgerufen am 5. April 2022 (PDF; 173 kB; französisch).

Koordinaten: 47° 16′ 14,8″ N, 7° 21′ 46,4″ O; CH1903: 594269 / 235546